# David Carradine
John Arthur (David) Carradine (Hollywood, 8 december 1936 – Bangkok, 3 juni 2009) was een Amerikaans acteur.
Hij was een zoon van de acteur John Carradine, en de halfbroer van Keith Carradine en Robert Carradine.

## Biografie
Carradine speelde de titelrol in de televisieserie Shane, en had de hoofdrol in de televisieserie Kung Fu als de door Amerika vluchtende Chinese monnik Kwai Chang Caine. Hij speelde Justin LaMotte in de miniserie North and South, waarvoor hij in 1986 een Golden Globe: Best Performance by an Actor in a Supporting Role in a Series, Mini-Series or Motion Picture Made for TV won. 
Vanaf 1964 speelde hij meerdere rollen in films. Hij maakte een comeback in 2004 met de film Kill Bill. Tevens speelde hij een rol als kungfumeester in de aflevering 'Between a rock and a bra' van de serie Lizzie McGuire. Zijn broer Robert speelde daarin de vaste rol van Lizzies vader. Carradine produceerde daarnaast verschillende trainingsfilms met oefeningen in de oosterse sporten tai chi en qi gong.

### Privé
David Carradine was vijf keer getrouwd, achtereenvolgens met:
- Donna Lee Becht: december 1960 – 1968 (gescheiden, één dochter)
- Linda Gilbert: 1977 – 1983 (gescheiden, één dochter)
- Gail Jensen: 4 december 1986 – 1997 (gescheiden)
- Marina Anderson: 20 februari 1998 – 12 december 2001 (gescheiden)
- Annie Bierman: 26 december 2004 tot zijn overlijden

Met actrice Barbara Hershey had hij van 1969 tot 1975 een relatie en een zoon.
Met Annie Bierman woonde hij anno 2005 in Los Angeles, samen met haar vier kinderen en hun vier honden.

### Overlijden
Op 3 juni 2009 werd de 72-jarige Carradine dood gevonden in zijn hotelkamer te Bangkok. Een politiewoordvoerder verklaarde dat Carradine naakt was aangetroffen in een kast met een touw om zijn hals en zijn penis. Volgens verschillende bronnen zou zijn dood het gevolg zijn van een auto-erotisch ongeval.
Op 13 juni 2009 werd Carradine begraven op het Forest Lawn Memorial Park in de Hollywood Hills.

## Filmografie (selectie)
- All Hell Broke Loose (2009)
- Crank: High Voltage (2009)
- Death Race (2008, stem)
- The Trident (2007)
- Big Stan (2007)
- How to Rob a Bank (2007)
- Treasure Raiders (2007)
- Camille (2007)
- Fall Down Dead (2007)
- Epic Movie (2007)
- Blizhniy Boy: The Ultimate Fighter (2007)
- Homo Erectus (2007)
- Final Move (2006)
- Last Hour (2006)
- The Last Sect (2006)
- Miracle at Sage Creek (2005)
- Brothers in Arms (2005)
- Max Havoc: Curse of the Dragon (2004)
- Last Goodbye (2004)
- Kill Bill: Vol. 2 (2004)
- Dead & Breakfast (2004)
- Alias (2003–2004)
- Kill Bill: Vol. 1 (2003)
- American Reel (2003)
- Wheatfield with Crows (2002)
- The Outsider (2002)
- G.O.D. (2001)
- Dangerous Curves (2000)
- The Donor (2000)
- Down 'n Dirty (2000)
- Natural Selection (1999)
- Charmed (1999)
- Knocking on Death's Door (1999)
- Profiler (1999)
- The Puzzle in the Air (1999)
- Kiss of a Stranger (1999)
- Lovers and Liars (1998)
- Shepherd (1998)
- Bird on a Wire (1990)
- Crime Zone (1989)
- North and South (1984–1985)
- Lone Wolf McQuade  (1983)
- Fast Charlie... the Moonbeam Rider (1979)
- Death Race 2000 (1975)
- Boxcar Bertha (1972)